# John Yonge (1er baronnet)
Pour les articles homonymes, voir Yonge.
John Yonge, 1er baronnet (2 octobre 1603 - 26 août 1663) de Great House dans la paroisse de Colyton, dans le Devon, est un homme politique anglais ayant siégé à la Chambre des communes entre 1642 et 1660. 

## Biographie

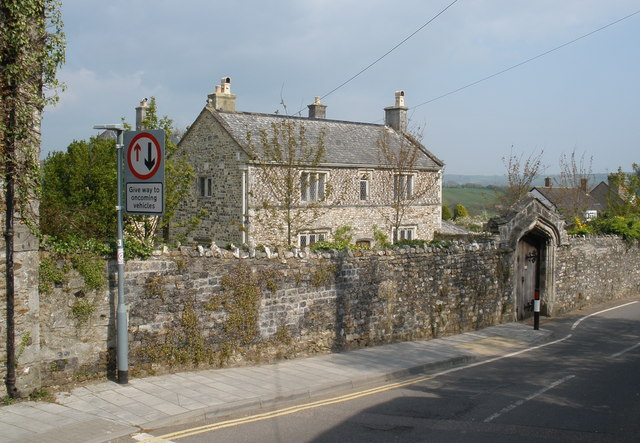
Great House, South Street, Colyton, siège de la famille Yonge

Il est le fils de Walter Yonge (en) de Colyton et de son épouse Jane Peryan, fille de John Peryan. Yonge est un marchand bien établi et est fait chevalier le 15 septembre 1625. 
En 1642, il est élu député de Plymouth et rejoint son père (qui est déjà député de Honiton) à la Chambre des communes. En décembre 1648, il est l'un des membres exclus lors de la Purge de Pride, mais revient dans les parlements du Protectorat, siégeant pour Honiton en 1654 et le Devon en 1656. En 1660, il est de nouveau élu député de Honiton au Parlement de la Convention. 
Après la restauration, il est créé le 26 septembre 1661, baronnet de Culliton. Il meurt deux ans plus tard à l'âge de 59 ans. 
Il épouse Elizabeth Strode et a deux fils et une fille. Son fils Walter lui succède à la baronnerie. 